# История, рассказанная после Токийской войны
«История, рассказанная после Токийской войны» (яп. 東京战争戦後秘話 То:кё: сэнсо: сэнгохива) — кинофильм режиссёра Нагисы Осимы, вышедший на экраны в 1970 году.

## Сюжет
Группа студентов-марксистов, участвующих в антиправительственных демонстрациях, снимает фильм о происходящих событиях. После самоубийства парня, снимавшего фильм, группа просматривает плёнку и обнаруживает, что на ней запечатлены обычные городские виды. Убеждённый, что оператор хотел оставить какое-то послание, один из студентов по имени Макото вместе с бывшей девушкой погибшего пытается разгадать «завещание» самоубийцы…

## В ролях
- Кадзуо Гото — Мотоки
- Эмико Ивасаки — Ясуко
- Сукио Фукуока — Танидзава
- Кэйити Фукуда — Мацумура
- Хироси Исогаи — Сакамото
- Кадзуо Хасимото — Такаги
- Кадзуя Хорикоси — Эндо
- Томоё Осима[англ.] — Акико